# Stalagtia argus
Stalagtia argus là một loài nhện trong họ Dysderidae.
Loài này thuộc chi Stalagtia. Stalagtia argus được miêu tả năm 1976 bởi Brignoli.